# Radwanicze Małe
Radwanicze Małe, Radwanicze Zarzeczne (biał. Малыя Радванічы, Зарэчныя Радванічы; ros. Малые Радваничи) – wieś na Białorusi, w obwodzie brzeskim, w rejonie brzeskim, w sielsowiecie Radwanicze, nad Rytą.

## Nazwa
W źródłach XIX-wiecznych wieś wymieniana jest pod nazwą Radwanicze Zarzeczne. Dla okresu międzywojnia pojawiają się nazwy Radwanicze Małe i Radwanicze Zarzeczne. Komisja Standaryzacji Nazw Geograficznych poza Granicami Rzeczypospolitej Polskiej dopuszcza obie nazwy.

## Historia
Dawniej wieś i majątek ziemski. W dwudziestoleciu międzywojennym leżały w Polsce, w województwie poleskim, w powiecie brzeskim, do 18 kwietnia 1928 w gminie Radwanicze, następnie w gminie Kamienica Żyrowiecka.
Po II wojnie światowej w granicach Związku Sowieckiego. Od 1991 w niepodległej Białorusi.